# Таль, Лев Семёнович
Лев (Луи) Семёнович Таль (при рождении Луис Соломонович Таль; 1866—1933) — русский юрист-правовед, педагог, доктор гражданского права, автор концепции трудового договора.

## Биография
Родился в купеческой семье 29 марта (10 апреля) 1866 года в Митаве Курляндской губернии; родители — купец второй гильдии Шлойме (Соломон) Таль и Мина Фейтельберг.
В 1891 году окончил юридический факультет Московского университета с дипломом 1-й степени. Служил сначала кандидатом на судебную должность при Московском окружном суде, затем был командирован для занятий в 6-е Гражданское отделение суда; с января 1892 года — исполняющим дела, а с мая 1892 года — помощником секретаря третьего стола первого Уголовного отделения Московского окружного суда. В январе 1893 года по прошению он был переведён столоначальником Московского сиротского суда.
В августе 1893 года уволился «по домашним обстоятельствам» и выехал за границу, в Бонн и Мюнхен, где посещал лекции германских правоведов, в числе которых были В. Эндеманн и Ф. Лотмар. Впоследствии он ещё неоднократно выезжал в зарубежные научные командировки.
В сентябре 1895 года начал адвокатскую деятельность: был зачислен помощником присяжного поверенного, в мае 1896 года получил статус присяжного поверенного и до 1905 года вёл дела в Риге. В 1901 года вышла его первая научная публикация.
В 1905 году (по другим данным — в 1906) он сдал магистерский экзамен по гражданскому праву в Юрьевском университете и защитил диссертацию на тему «Ипотечная отметка». В июле 1906 года он был утверждён в должности приват-доцента кафедры гражданского права Императорского Санкт-Петербургского университета. С 1907 года основным предметом его научных исследований стало правовое регулирование трудовых отношений, а именно: трудовой договор, коллективные (тарифные) соглашения. С 1907 года он первым в стране стал читать спецкурс «Договоры о труде», а руководимый им студенческий кружок гражданского права (с 1908) также занимался преимущественно изучением проблем правового регулирования трудовых отношений. Через этот кружок прошли известные впоследствии ученые-трудовики И. С. Войтинский, В. М. Догадов и К. М. Варшавский. В феврале 1909 года Л. С. Таль был избран в действительные члены Юридического общества при Санкт-Петербургском университете.
Он также читал лекции на Высших женских историко-литературных и юридических курсах Н. П. Раева (торговое право) и в Институте высших коммерческих знаний М. В. Побединского (торговое и гражданское право), а на Высших (Бестужевских) женских курсах вёл практические занятия по этим дисциплинам.
С 18 июля 1912 года Л. С. Таль — приват-доцент Демидовского юридического лицея в Ярославле — читал лекции и вёл практические занятия по гражданскому и торговому праву, совместно с профессором Т. М. Яблочковым преподавал гражданский процесс.
В ноябре 1913 года в Харьковском университете защитил (по сути — повторно) магистерскую диссертацию на тему «Трудовой договор. Цивилистическое исследование. Ч. 1. Общие учения» (эта работа получила широкий научный резонанс) и в марте 1914 года был назначен исправляющим должность экстраординарного профессора Демидовского юридического лицея по кафедре гражданского права. Уже летом того же года он стал сверхштатным ординарным профессором Московского коммерческого института, где читал курс торгового права. Совмещал работу в московском и ярославском вузах. В марте 1915 года произведён в чин коллежского советника.
Указом Временного правительства с 10 мая 1917 года Лев Семёнович Таль был назначен сенатором 4‑го департамента (Гражданский кассационный департамент) Правительствующего сената. Преподавал в Лицее в память цесаревича Николая (гражданское право и судопроизводство), на Высших женских юридических и историко-филологических курсах В. А. Полторацкой. Был включён в Особую комиссию по выработке закона о договоре найма труда, образованную при Отделе законодательных предположений Временного правительства: разработанный им проект общей части трудового договора был одобрен комиссией. Принимал участие в организации Всероссийского союза юристов весной 1917 года.
В сентябре 1917 года он был принят на должность приват-доцента юридического факультета Петроградского университета, на кафедру гражданского права и судопроизводства и 26 мая 1918 года защитил здесь диссертацию «Трудовой договор. Цивилистическое исследование. Ч. 2. Внутренний порядок хозяйственных предприятий» и 10 июня был утверждён в учёной степени доктора гражданского права.
В феврале 1919 года он был назначен на должность заведующего Музеем труда Народного комиссариата труда. В начале 1920-x годов был действительным членом научной секции хозяйственно-трудового права Института Советского права (Москва) и читал курс гражданского права в Институте народного хозяйства им. Г. В. Плеханова.
Работал в 1-м МГУ: профессор юридико-политического/правового отделения (1918—1919), профессор кафедры хозяйственного и трудового права факультета общественных наук (1921—1925) — читал курсы «Рабочее право» и «Частное право коллективов»; в 1921/1922 учебном году ему разрешили читать курс трудового права.
В 1925—1926 годах Л. С. Таль сотрудничал с германскими юридическими изданиями, напечатав в них аналитические обзоры о развитии советского законодательства. В конце 1926 года выехал через Германию во Францию, где вскоре стал профессором Франко-русского института — читал курсы лекций по основным дисциплинам: «Трудовое (рабочее) право», «Судебное право», а также курс «Способы и формы правообразования».
Умер в июне 1933 года.

## Семья
Жена: Елена-Ева Лазаревна Изерман, урождённая Эдельштейн (её первым мужем был рижский купец Леопольд Леонович Изерман, 1853—?). Таль усыновил двоих её детей от предыдущего брака.